# Parapenaeus longirostris
Parapenaeus longirostris is een tienpotigensoort uit de familie van de Penaeidae. De wetenschappelijke naam van de soort is voor het eerst geldig gepubliceerd in 1846 door Lucas.